# Olearia minor
Olearia minor là một loài thực vật có hoa trong họ Cúc. Loài này được (Benth.) Lander mô tả khoa học đầu tiên năm 1991.